# Alfarb
Alfarp (Valencia: Alfarb; tiếng Tây Ban Nha: Alfarp) là một đô thị ở comarca Ribera Alta ở Cộng đồng Valencia, Tây Ban Nha. Alfarp có diện tích 20,58 km2, dân số năm 2006 là 1344 người.